# Scleranthus polycarpos
Scleranthus polycarpos är en nejlikväxtart som beskrevs av Carl von Linné. Scleranthus polycarpos ingår i släktet knavlar, och familjen nejlikväxter. Utöver nominatformen finns också underarten S. p. zapalowiczii.